# سیلون شورز، فلوریدا
سیلون شورز (به انگلیسی: Sylvan Shores) یک منطقهٔ مسکونی در ایالات متحده آمریکا است که در فلوریدا قرار دارد. سیلون شورز ۲٬۴۲۴ نفر جمعیت دارد.